# Halmaheria
Halmaheria is een geslacht van wantsen uit de familie van de Naucoridae (Zwemwantsen). Het geslacht werd voor het eerst wetenschappelijk beschreven door Zettel in 2007.

## Soorten
Het genus bevat de volgende soort:

- Halmaheria skalei Zettel, 2007